# Vodolazke, Mejova
Vodolazke (în ucraineană Водолазьке) este un sat în comuna Novohrîhorivka din raionul Mejova, regiunea Dnipropetrovsk, Ucraina.

## Demografie
Componența lingvistică a localității Vodolazke
     Ucraineană (95,71%)
     Rusă (4,02%)
Conform recensământului din 2001, majoritatea populației localității Vodolazke era vorbitoare de ucraineană (95,71%), existând în minoritate și vorbitori de rusă (4,02%).